# Бодегравен
Бодегравен (нід. Bodegraven, нід. вимова: [ˈboːdəˌɣraːvə(n)] ( прослухати)) — місто в нідерландській провінції Південна Голландія. До початку 2011 року мало статус окремого муніципалітету, після чого увійшло до складу новоствореного муніципалітету Бодегравен-Реувейк.
Його площа становить 26,58 км², а населення станом на 2021 рік складало 19 280 осіб.

## Галерея

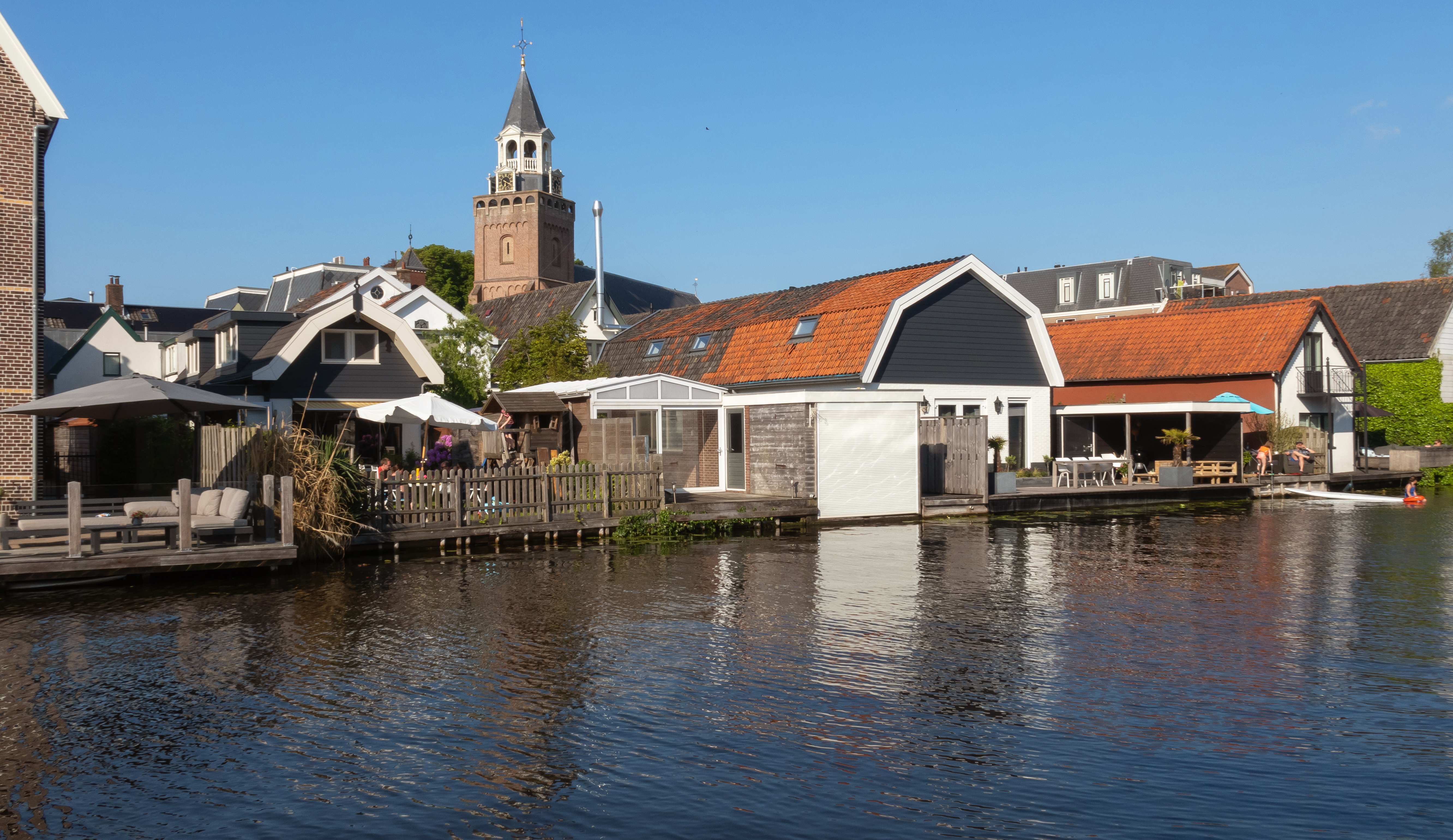
Вид на церкву з річки Ауде-Рейн
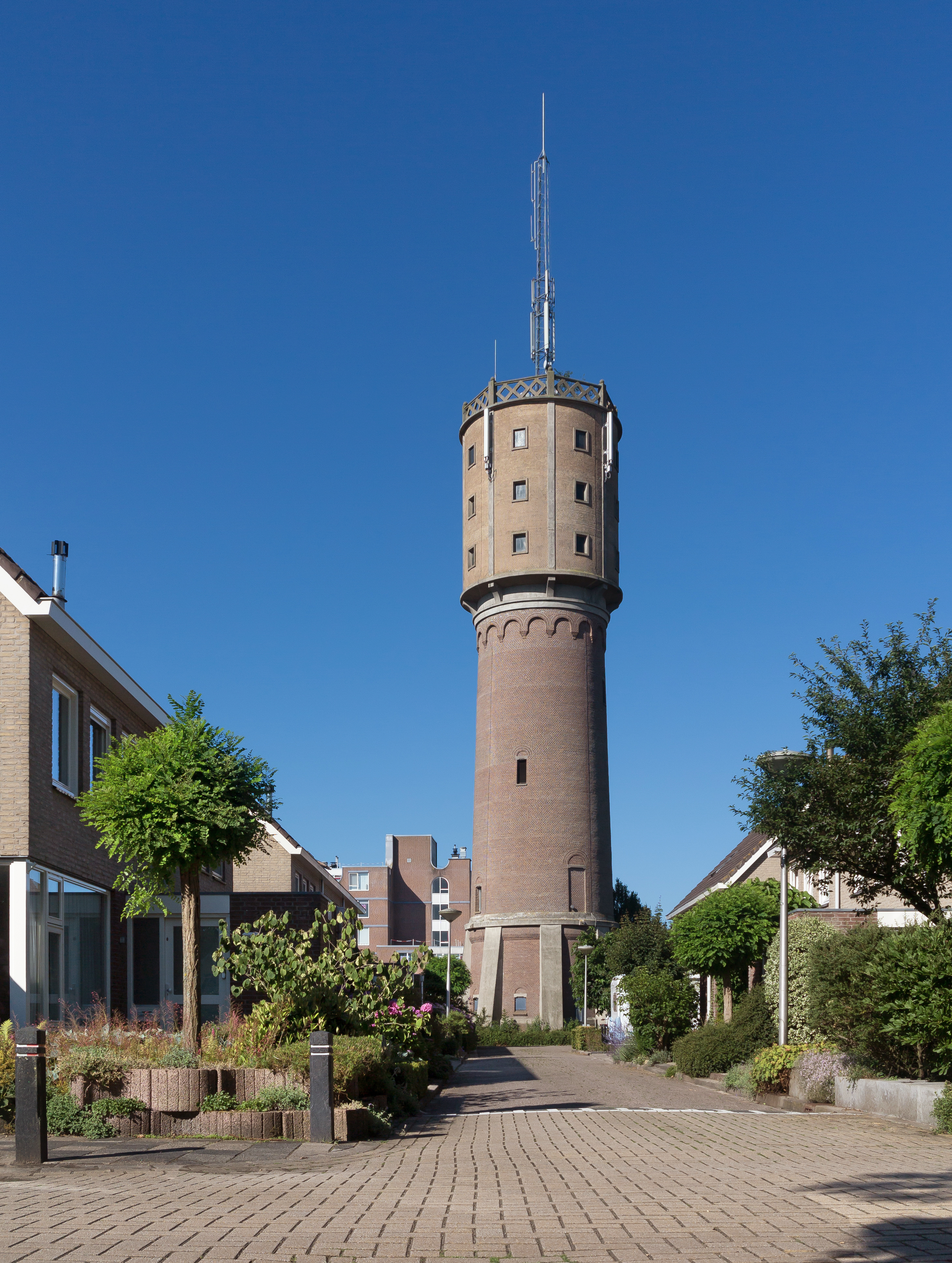
Водонапірна вежа
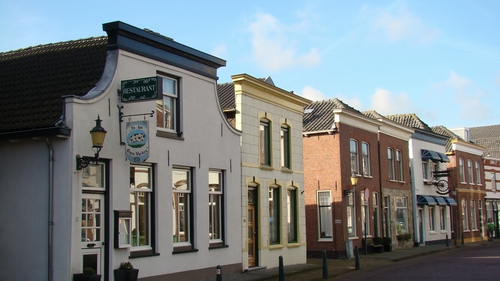
Міська забудова